# موچیزوکی، ناگانو
موچیزوکی، ناگانو (به لاتین: Mochizuki) یک منطقهٔ مسکونی در ژاپن است که در Kitasaku District واقع شده‌است. موچیزوکی ۱۰٬۴۴۰ نفر جمعیت دارد.

## نگارخانه

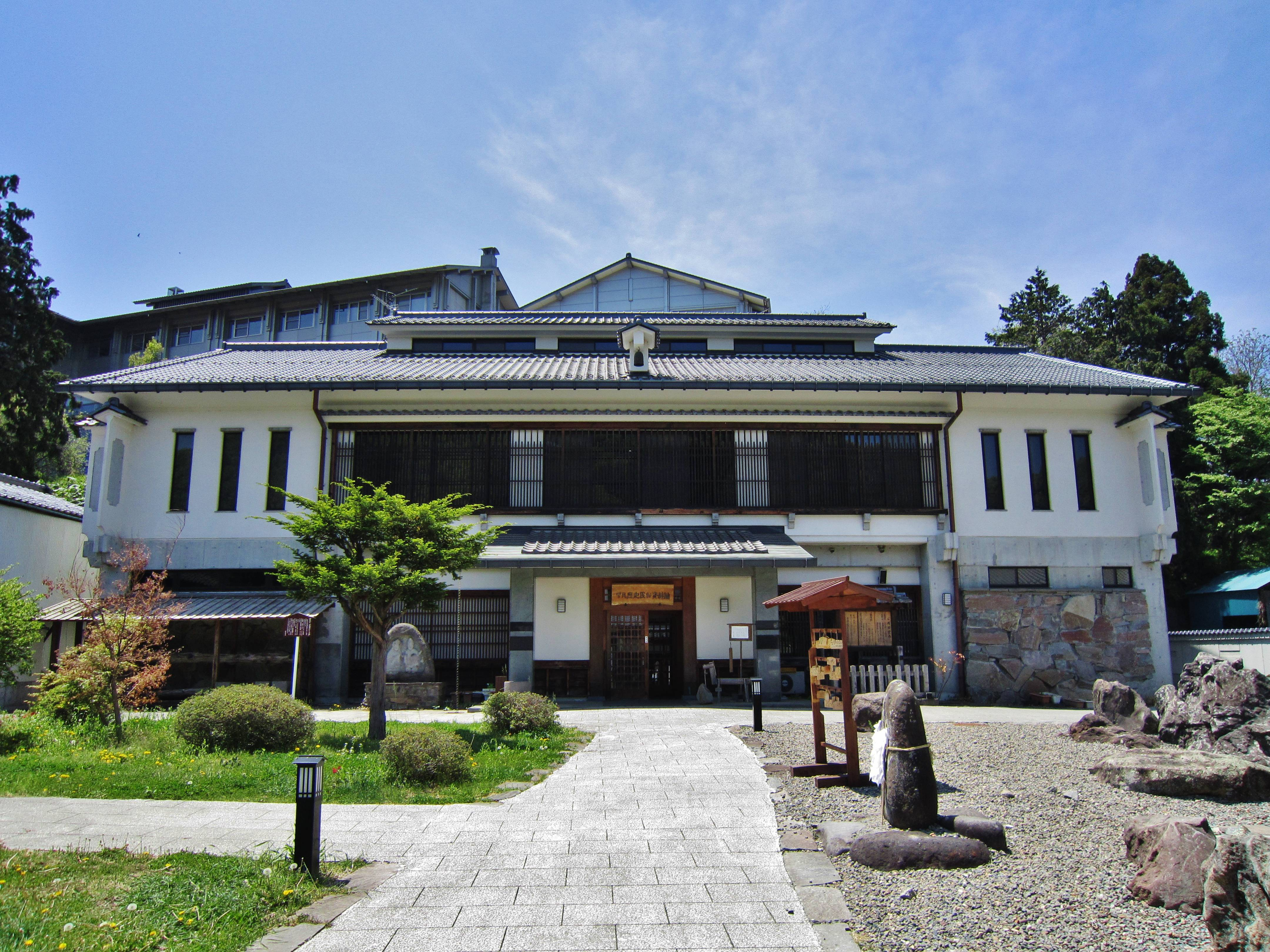
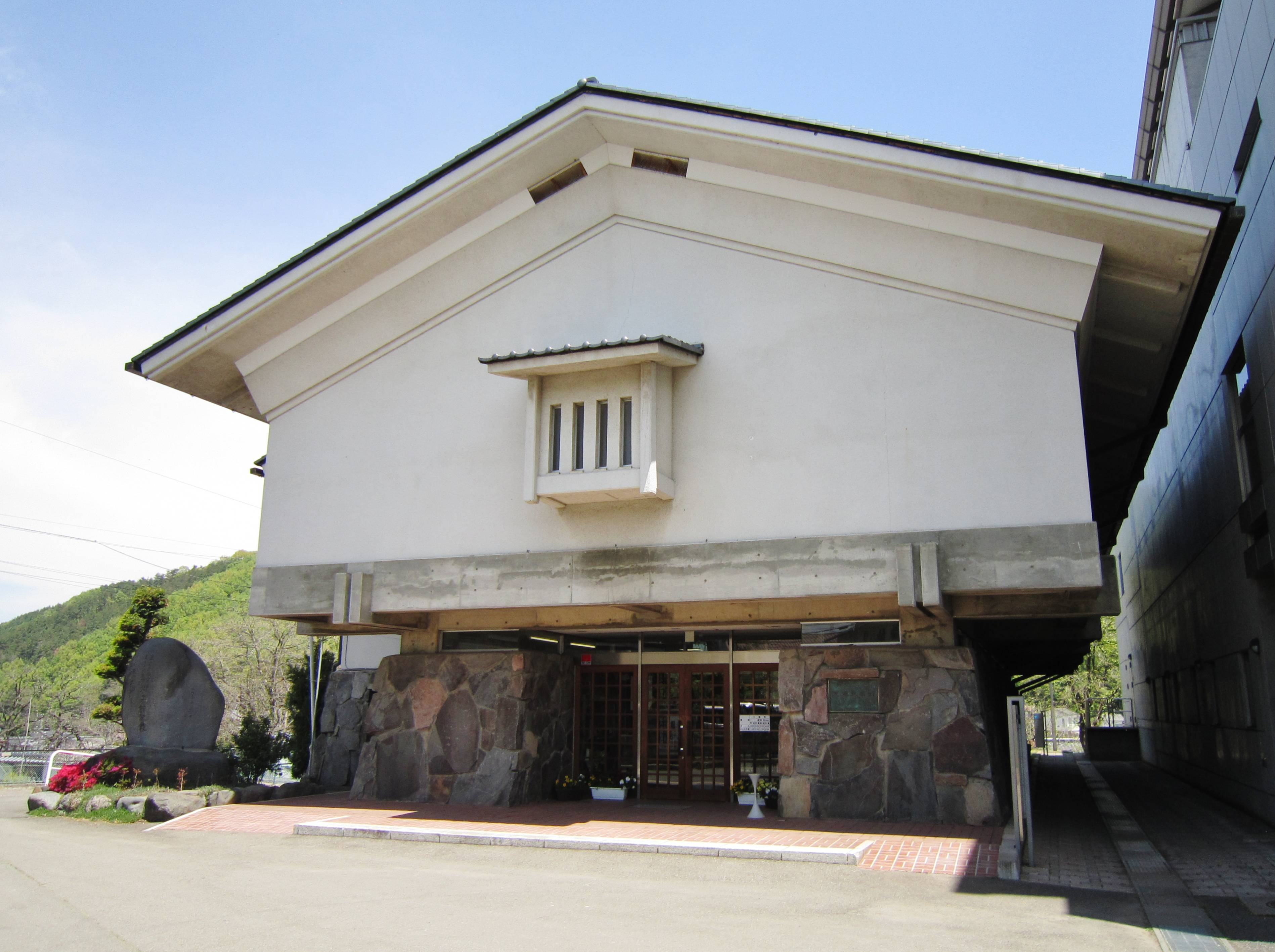